# Carmel-by-the-Sea
Carmel-by-the-Sea este un oraș din comitatul Monterey, statul  California,  Statele Unite ale Americii.

## Istoric
Carmel-by-the-Sea este așezat într-o zonă în care nativi americani, spaniolii, mexicanii și americanii au avut interese  permanente. Mulți istorici cred că nativii americani din tribul en  Esselen fuseseră primii locuitori ai zonei în care se găsește localitatea, dar ulterior, în jurul secolului al VI-lea nativii din tribul en  Ohlone i-au forțat pe locuitorii originari să părăsească, refugiindu-se în zona munților Big Sur.

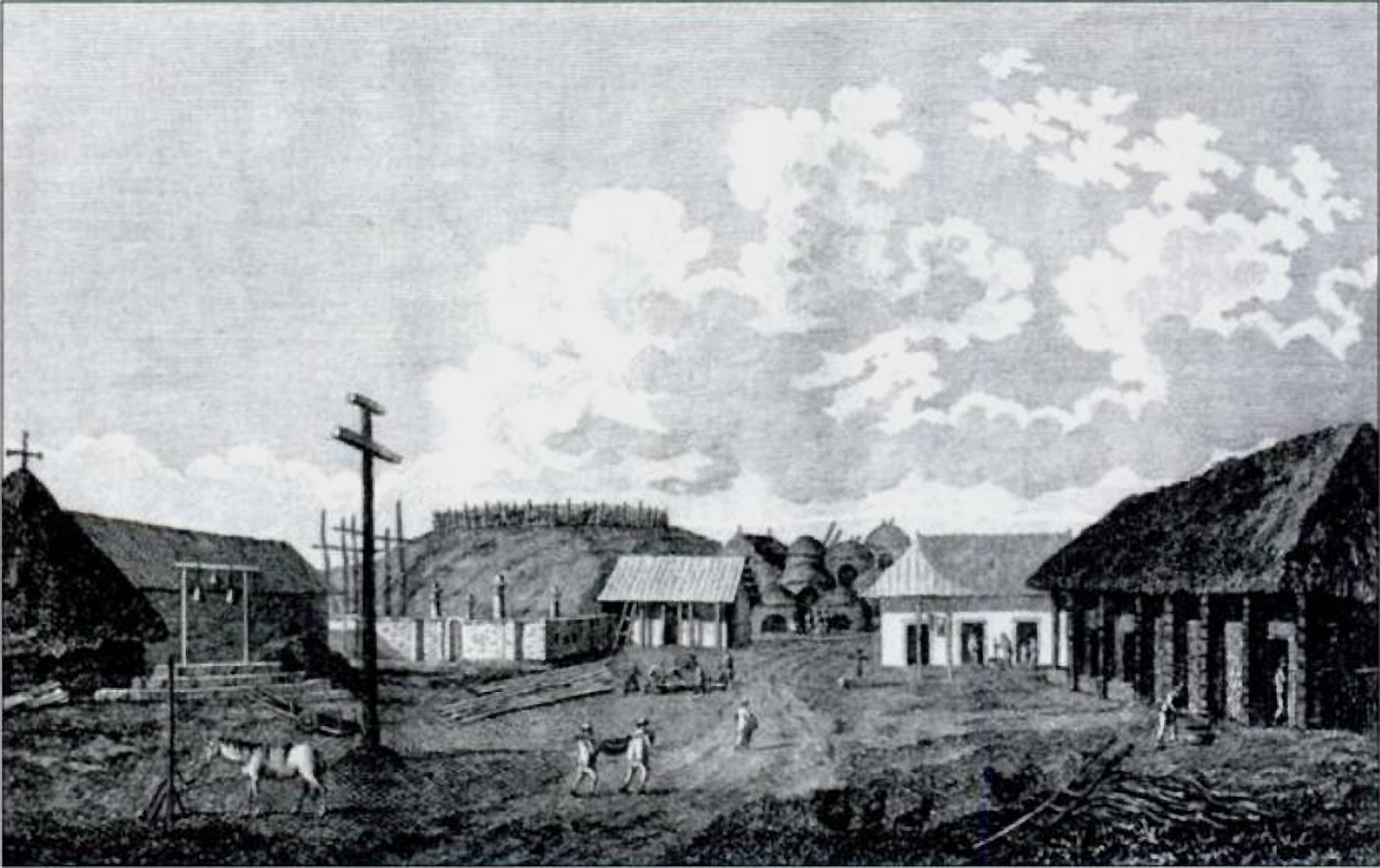
Una din descrierile primare al misiunii spaniole după relocarea acesteia la Carmel, descrisă de John Sykes în 1794

## Personalități locale
Clint Eastwood, cunoscutul actor, regizor și producător de filme american este un proeminent rezident local.  Eastwood a fost și primarul localității, între 1986 și 1988.